# Salut mental

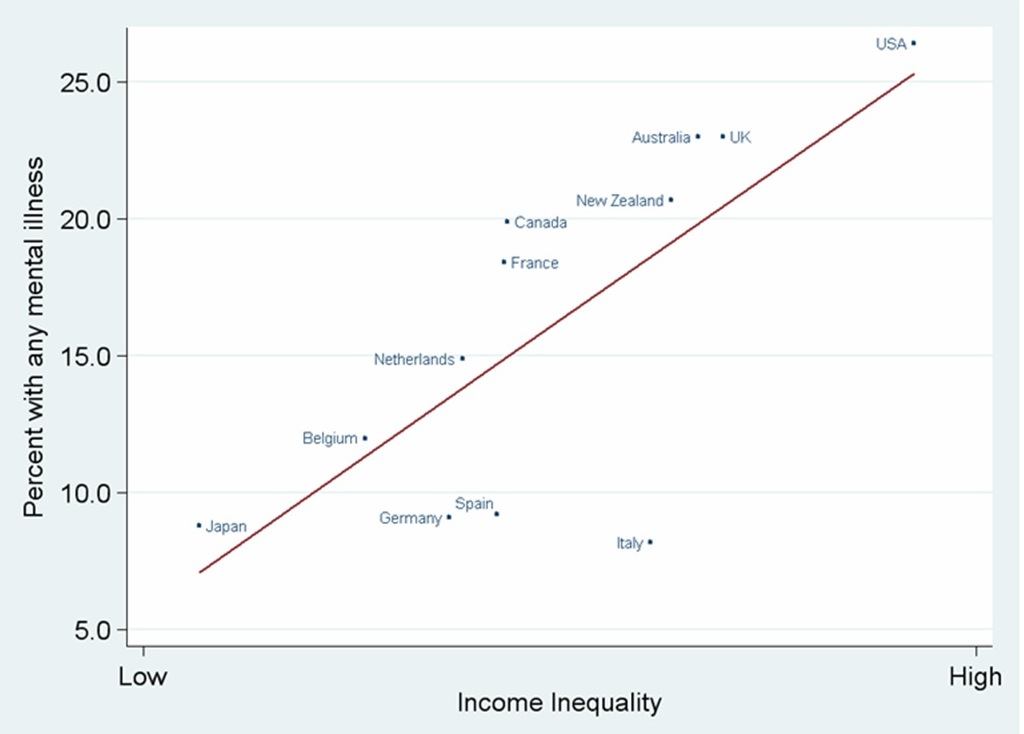
Hi ha més problemes de salut mental als territoris amb més desigualtats

La salut mental és un estat de benestar en el qual l'individu té consciència de les seves propis aptituds, és capaç d'afrontar les pressions normals de la vida, pot treballar de manera productiva i fructífera i és capaç de realitzar una contribució positiva a la comunitat. D'aquesta definició es desprèn que la salut mental forma la base del benestar i el funcionament efectiu de l'individu i la comunitat, segons l'Organització Mundial de la Salut. La salut mental és un marc biopsicosocial que obre la porta a la possibilitat d'intervenir de manera efectiva des del punt de vista de la promoció de la salut mental i la prevenció dels trastorns mentals.
Una de les dimensions de la salut mental és la «salut emocional», un concepte positiu que no va directament lligat a la presència o l'absència de malaltia mental, un concepte ampli relacionat amb com l'individu se sent, pensa o actua en el dia a dia.

## Trastorns
Un trastorn de salut mental és «una alteració de tipus emocional, cognitiu i/o del comportament, en què queden afectats processos psicològics bàsics com són l'emoció, la motivació, la cognició, la consciència, la conducta, la percepció, la sensació, l’aprenentatge, el llenguatge, etc. que dificulta l'adaptació de la persona a l'entorn cultural i social on viu i crea alguna forma de malestar subjectiu», segons la Federació Salut Mental Catalunya.
Les malalties mentals que poden afectar la població s'agrupen en diferents tipus de trastorns:
- Trastorns mentals severs: com la depressió, el trastorn bipolar o l'esquizofrènia.
- Trastorn per dèficit d'atenció (TDAH), amb símptomes com un alt nivell d’impulsivitat, activitat i atenció no adequats a l'edat del desenvolupament...
- Trastorns de l'espectre autista (TEA), amb alteracions en la interacció social, alteracions qualitatives de la comunicació i alteracions dels interessos, activitats i conductes.
- Trastorns de comportament (TC): comportaments antisocials que poden entrar en conflicte amb les normes i les regles adequades per a l'edat.
- Trastorns de la conducta alimentària (TCA), que es caracteritzen per una sèrie de comportaments patològics davant la ingesta alimentària amb una obsessió pel control de pes.

## Atenció
El trastorns mentals tenen un important impacte en la qualitat de vida de la persona i afecten tots els àmbits de relació interpersonal (familiar, laboral i social). La promoció de la salut, la prevenció, el tractament i la rehabilitació, així com la inserció social i laboral de les persones afectades són el principal objectiu dels serveis de salut mental. L'atenció a la salut mental prioritza la inserció a la comunitat i combina diverses possibilitats d'atenció en l'àmbit ambulatori, comunitari de rehabilitació, d'internament i d’atenció a les addiccions, tenint en compte les necessitats de les persones malaltes i de les seves famílies. S’ofereix, per tant, una atenció interdisciplinària, amb equips formats per professionals de la psiquiatria, la psicologia, el treball social i la infermeria, entre d'altres.
L’atenció primària és la peça clau en la detecció precoç i l’atenció dels problemes de salut mentals més lleus, com l’ansietat i la depressió. Un equip de professionals especialistes en salut mental donen suport als equips d’atenció primària i s’integren en els centres d’atenció primària (CAP). A banda, i per casos més greus, els serveis d’atenció a la salut mental es presten des de diferents serveis especialitzats. Els serveis de salut mental i addicions formen part de la Cartera comuna bàsica, que són els serveis assistencials coberts de manera completa per finançament públic.

### Recursos
- Centres de salut mental. En aquests centres, equips multidisciplinaris integrats bàsicament per psiquiatres, psicòlegs, treballadors socials i personal d’infermeria, presten una atenció especialitzada en règim ambulatori, a aquelles persones derivades des de l’atenció primària.[4]
- Hospitals psiquiàtrics. Els serveis d’hospitalització de salut mental són els serveis orientats a les persones que, de manera voluntària o involuntària, necessiten d’un període perllongat d’hospitalització per garantir la seva reinserció en la comunitat en condicions d’estabilitat clínica. Aquestes persones presenten símptomes greus i persistents, d’evolució crònica amb important desadaptació social i familiar, amb limitacions del funcionament autònom i riscs personals i socials. Aquests serveis d’internament es presten des dels hospitals psiquiàtrics, juntament amb els serveis de psiquiatria dels hospitals generals i dels centres sociosanitaris autoritzats. Compten amb recursos per atendre a pacients amb trastorns en fase aguda i subaguda i unitats diferenciades de mitjana o llarga estada per als malalts crònics o de llarga evolució.[4]
- Hospitals de dia psiquiàtrics. Els hospitals de dia psiquiàtrics presten serveis d’hospitalització parcial per a la rehabilitació de les persones amb trastorns mentals sense necessitat d’internament. S’hi combinen els tractaments farmacològics, psicoterapèutics i de rehabilitació, amb l’objectiu d’aconseguir, en la mesura de les possibilitats de cada cas, el màxim nivell de reinserció familiar, social i laboral de les persones que pateixen el trastorn.[4]
- Centres de dia de salut mental. En aquests centres es presten serveis de rehabilitació per a les persones amb trastorns mentals greus, amb un cert grau d’autonomia i estabilitat de la malaltia, que no presenten situacions de descompensació aguda. L’objectiu és oferir un espai terapèutic que els permeti assolir un cert grau d’autonomia i estabilitat, mitjançant un tractament rehabilitador de les capacitats personals i habilitats socials al mateix temps que continuen en el seu medi familiar.[4]
- Línia d'atenció en salut mental (addiccions). L’atenció en salut mental en l’àmbit de les addiccions disposa de múltiples serveis adreçats a persones consumidores de drogues. L’objectiu és reduir al màxim els problemes de salut física i els danys de caràcter psicosocial que pateixen aquestes persones, així com motivar i facilitar l’accés al tractament. Per prestar aquests serveis hi ha diversos dispositius, alguns de tipus ambulatori com els centres d’atenció i seguiment a les drogodependències en l’àmbit ambulatori (CAS), altres hospitalaris com les unitats hospitalàries de desintoxicació, les unitats de patologia dual, els centres de crisis i altres residencials com els centres de dia, els pisos de reinserció i les comunitats terapèutiques que depenen del Departament de Benestar Social i Família, encara que són autoritzades pel Departament de Salut.[4]

### Història
A Catalunya, fins a la dècada del 1990, l’assistència psiquiàtrica depenia de les diputacions provincials i no estava integrada dins del Sistema Nacional de Salut; tenia més la consideració d’assistència de beneficència que no pas d’assistència sanitària. És amb l’aprovació de la Llei d’ordenació sanitària de Catalunya (LOSC) que es va integrar l’assistència psiquiàtrica en el sistema de cobertura del Servei Català de la Salut, al mateix temps que es creava una xarxa d’atenció específica als infants i adolescents amb problemes de salut mental pionera a tot l’Estat espanyol.
En les darreres dècades s’han anat desplegant a Catalunya serveis d’atenció comunitària com centres de salut mental, centres de dia o hospitals de dia, s'ha integrat la salut mental en el sistema sanitari general amb l’atenció primària de salut i, en els hospitals d’aguts, s’han posat en marxa experiències en matèria de prevenció del suïcidi, d’atenció a les persones amb trastorns mentals greus, d’atenció a la psicosi incipient, com també s’ha innovat en els models de gestió de casos i els serveis de rehabilitació comunitària. També han sorgit entitats associatives que han fomentat un canvi de paradigma del model d’atenció a la salut mental.